# Kevin Galván
 (juin 2019).
Kevin Galván est un footballeur panaméen né le 10 mars 1996. Il évolue au poste d'arrière gauche au San Miguelito.

## Biographie

### En sélection
Il joue son premier match international le 11 septembre 2018 en amical contre le Venezuela.